# XOS
Pour les articles homonymes, voir XOS (homonymie).
XOS est le nom du premier exosquelette motorisé militaire de l'armée américaine. En cours de développement par la société américaine Sarcos, une filiale de Raytheon, il doit entrer en service dans un proche avenir.

## Chronologie
La DARPA (Defense Advanced Research Projects Agency) est l'agence responsable du développement des nouvelles technologies militaires au département de la Défense des États-Unis. En 2000, elle lance un programme baptisé Exoskeletons for Human Performance Augmentation (Exosquelettes pour l'augmentation des performances humaines). Elle dispose pour cela d'un budget de 75 millions de dollars. Ce programme très ambitieux vise à concevoir un exosquelette motorisé facilitant l'activité des soldats sur les champs de bataille.
Un appel d'offres lancé par la DARPA reçoit 14 réponses. Elle sélectionne le projet conçu par Sarcos, une petite société de Salt Lake City (Utah), spécialisée dans la conception de microsystèmes électromécaniques et d'applications robotiques, utilisant notamment la biomécatronique. Ce projet consiste en une combinaison mécanique comprenant un moteur thermique et un réservoir permettant une autonomie de 24 heures. Cet équipement doit permettre à son utilisateur d'augmenter notablement sa force physique et son endurance par l'intermédiaire de plusieurs servo-moteurs entraînés par le moteur thermique.
Le fondateur et dirigeant de Sarcos, Stephen Jacobsen est un professeur et chercheur à l'université de l'Utah. Si Sarcos a répondu à l'appel d'offres, c'est parce qu'il pense avoir trouvé la solution à un des principaux problèmes : comment l'utilisateur interagit avec la combinaison. Pour confirmer son intuition, Jacobsen a demandé à un de ses collaborateurs de simuler une combinaison mécanique pilotée par sa fille. Celle-ci se tient debout devant son père (son dos tourné vers celui-ci) et pose ses pieds sur ceux de son père. Le père et la fille se tiennent par les mains pour garder l'équilibre. La fille commence alors à marcher, tandis que son père s'efforce de bouger en même temps pour garder ses pieds sous ceux de sa fille. Au bout de quelques minutes, le père et la fille se déplacent de façon synchrone. La fille prend toutes les décisions : allure, direction... tandis que le père suit mécaniquement les mouvements. Pour Jacobsen la preuve est faite qu'à l'aide d'un minimum de points de contact, une machine intelligente peut interpréter les mouvements d'une personne et réagir en conséquence. 
La première combinaison est fabriquée en 2002 : purement mécanique, elle n'est pas motorisée. Sarcos veut prouver sa capacité à bouger comme un être humain. Un des ingénieurs de l'équipe revêt la combinaison et essaye toutes sortes de mouvements : taper dans un ballon, courir ou grimper dans un bulldozer. Cela permet de vérifier que l'exosquelette possède la bonne gamme de mouvements et que les articulations sont correctement positionnées. En 2006, Sarcos commence à développer le premier prototype. Le produit dénommé XOS pèse environ 70 kg. En septembre 2009, au cours d'une manifestation organisée dans son centre de recherche de Salt Lake City, Sarcos présente la seconde génération, dénommée XOS 2. Selon Sarcos, il est plus léger, plus fort, plus rapide que son prédécesseur et plus résistant face aux contraintes extérieures tout en économisant 50 % d'énergie. XOS 2 a été classé parmi les 50 meilleures inventions de l'année par le magazine Time.
L'exosquelette Guardian XO est dévoilé au Consumer Electronics Show en janvier 2020. Il permet de soulever jusqu'à 90 kilogrammes, divise le poids de son opérateur par 20 et a une autonomie de 8 heures. La société Sarcos Robotics lève 40 millions de dollars courant 2020 pour lancer la production commerciale, s'ajoutant aux 56,1 millions de dollars déjà levés par Sarcos, spin-off de l'université de l'Utah. La commercialisation est prévue pour 2021.